# Ligament costo-transversaire supérieur
Le ligament costo-transversaire supérieur (ou ligament cervico-transversaire supérieur ou ligament cervico-transversaire intercostal) est un ligament des articulations costotransversaires.
Les ligaments costo-transversaires supérieurs occupent les extrémités postérieures des espaces intercostaux. Ils sont constitués de trois faisceaux :
- un faisceau antérieur ou ligament suspenseur de la côte oblique a un trajet en haut et latéral du bord supérieur du col des côtes et le bord inférieur du processus transverse de la vertèbre du dessus.
- un faisceau antéro-médian a un trajet en haut et en dedans entre la tête costale et le haut du processus transverse de la vertèbre du dessus.
- un faisceau latéral a un trajet en haut et en dedans entre la tubérosité costale et le haut du processus transverse de la vertèbre du dessus.

Ce ligament peut être absent pour la première côte.